# 雅典學院 (畫作)
《雅典學院》（義大利語：Scuola di Atene），一译《雅典学派》，是義大利文藝復興艺术家拉斐尔因受任装饰梵蒂冈使徒宫，而在1509年至1510年间创作的一幅濕壁畫，位于拉斐尔房间的签字厅， 目前是梵蒂冈博物馆的一部分。此作被廣泛認定為拉斐爾的代表作之一，象征著文藝復興全盛期的精神。

## 簡介
這是教宗命拉斐尔畫的畫。在透視點的二人分別為柏拉圖及亞里士多德。人群後、左、右兩邊牆壁上的是阿波羅及雅典娜二神的雕像。眾人包括哲學、詩歌、音樂、神學等學者，都在教宗喜歡的範畴。更加以哲學的殿堂來代表教宗家。
在這件作品中，讓每個哲學家都顯現「個人靈魂」的企圖，用以區別個體之間不同的關係，並將他們連接在形式上的韻律中，處理人與背景相互關係接近列奥纳多·达·芬奇的做法；但整體構圖中出現古典樣式大廳－超高圓頂、酒桶穹窿(Barrel Vault)、巨大的人像－乃是受到布拉曼特(Bramante)的影響，預言它未來是放置在聖伯多祿大殿中的模樣。乃透視學的高峰，承襲前人的精華而成。拉斐爾將西方文明不同時期的人集中在同個空間，古希臘、古羅馬和作者所在时代義大利哲學家、藝術家、科學家薈萃一堂，表現自身篤信人類智慧和諧，並讚美西方文明的智慧結晶。
拉斐爾比達文西、米開朗基羅都晚出生，卻比米開朗基羅早死四十多年，只比達文西晚死一年，是相當短命的藝術家。如果要用幾個字來形容拉斐爾，那就是和諧、圓融、愉快、優美、溫和。不僅畫風如此，待人也是如此。他跟達文西、米開朗基羅一樣，身處愛藝術文化的教宗儒略二世的威嚴之下，但是拉斐爾卻跟儒略二世處的很好，隨後的良十世，也最喜歡他，是個人見人愛的年輕人。25歲那年，儒略二世邀請拉斐爾為梵蒂岡宮的簽字大廳畫壁畫。拉斐爾與教宗、學者們交換意見許久以後，決定依據詩人德拉·欣雅杜爾的詩來配畫，以歌頌神學、哲學、詩歌、法學為內容：神學的「聖禮的辯論」、哲學的「雅典學院」、詩歌的「帕拿巴斯山」、法學的「三德」(真理<女人看鏡子>、權力<腳伏獅子，手拿代表法律的樹枝>、節制<手拿繩索看天使>)。
「雅典學院」這幅畫中，拉斐爾把不同時期的人全都集中在一個空間，古希臘羅馬和當代義大利五十多位哲學家藝術家科學家薈萃一堂，表現自己篤信人類智慧的和諧、並對人類智慧的讚美。這麼多哲學家集中於一畫面，拉斐爾很聰慧的把不同人物，按其個別的思想特點，以最易讓人理解和感覺的方法繪畫出來。 
《雅典學院》整個背景和構圖，如同舞台空間一樣，觀眾面對這幅畫就如同親臨劇場一般，採透視法以二度空間呈現三度空間的縱深。拉斐爾將柏拉圖和亞里士多德變成劇中人物，（他把柏拉圖繪成達文西的臉，表達對達文西的敬重）以他二人為中心，激動人心的辯論場面向兩翼和前景展開。彷彿正在「表演」一齣古希臘思想史，唯心和唯物之爭。

## 画中的著名人物
- 季蒂昂的芝诺：在伊壁鸠鲁左侧的老者。见1

在图中标号的人物中，一些是以当时人物为原型所绘的（9，13，14，21，R），还有一些的人物身份还难以确定（3，4，7，8和10）

- 伊壁鸠鲁：頭戴葉冠者，主張「人的幸福是追求心靈中永遠的快樂」。见2。
- 阿那克西曼德：畢達哥拉斯左邊的老者是阿那克西曼德。见4。
- 阿維罗伊：畢達哥拉斯後方頭纏白巾手放在胸口的老者。见5。
- 畢達哥拉斯：前方蹲著看書的禿頂老人在厚書上寫字者，亦是毕达哥拉斯定理發現者（不是最先的）。見6。
- 亚历山大大帝：亞歷山大大帝:雙手交叉於胸前，為希臘馬其頓王。金髮，藍色上衣，身穿白袍者。見7。
- 安提西尼：在色諾芬左邊的是蘇格拉底的門徒安提西尼，犬儒學派的創始人。见8。
- 希帕提婭：阿維洛伊身旁白衣長髮者是知名古希臘女性數學家希帕提婭，参照了烏爾比諾公爵弗朗切斯科·瑪麗亞一世·德拉羅維雷（英语：Francesco Maria I della Rovere, Duke of Urbino）或者是作者的夫人玛格丽塔所绘。见9。
- 色諾芬：蘇格拉底身旁著衣水藍袍的是軍事與文史學家色諾芬。见10。
- 巴门尼德：打開書本看著畢氏的是持存在論的思想家巴门尼德。见11。
- 蘇格拉底:穿綠袍轉身向左扳手指與人爭辯者。見12。
- 赫拉克利特：最前方中央偏左握笔倚桌思考者，是持流變論的代表人物赫拉克里特，但拉斐爾用米開朗基羅的臉來繪製。見13。
- 柏拉图：以手指指天。拉斐尔以達芬奇（達文西）为原型绘制的此人物。見14。
- 亚里士多德：有人認為他是以米開朗基羅為原型繪製。見15。
- 第欧根尼：斜躺在階梯上半裸著的老人，是古希臘犬儒學派學者。见16。
- 欧几里得：右下躬著身子，手執圓規量著一個幾何圖形。见18。
- 琐羅亞斯德：手持一顆球者。见19。
- 天文學家托勒密：手持地球儀者。见20。
- 烏爾比諾公爵：右下角拉斐爾身旁白衣少年是當時教皇的侄子、有名的藝術愛好者烏爾比諾公爵弗朗切斯科·瑪麗亞一世·德拉羅維雷（英语：Francesco Maria I della Rovere, Duke of Urbino）。见21。
- 拉斐爾：右上角黑衣戴帽男子為此壁畫作者本人（拉斐尔），象徵藝術乃登入智者的殿堂。見R(Raphael/Raffaello)。

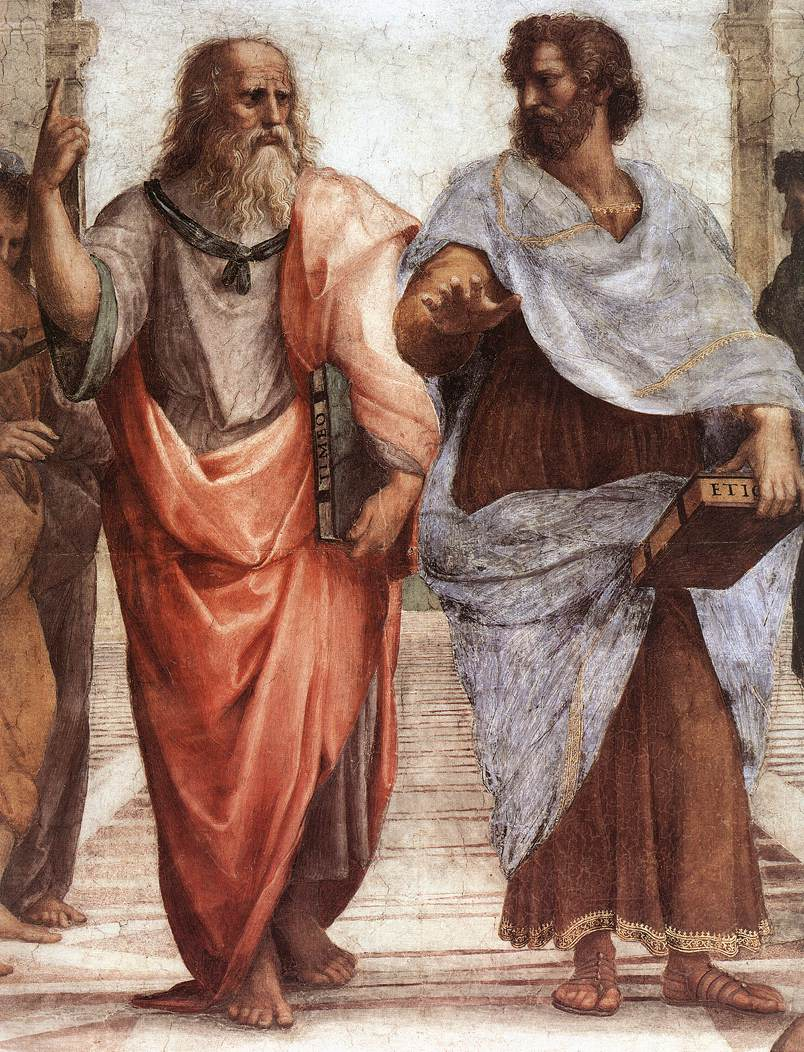
柏拉圖與亞里士多德
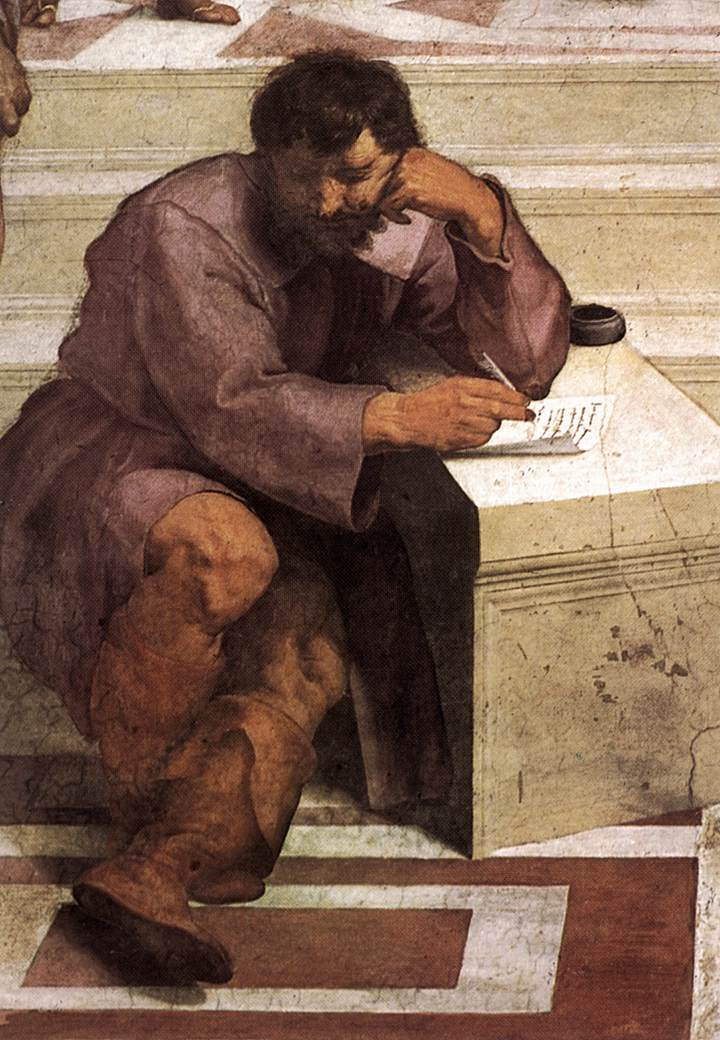
赫拉克利特
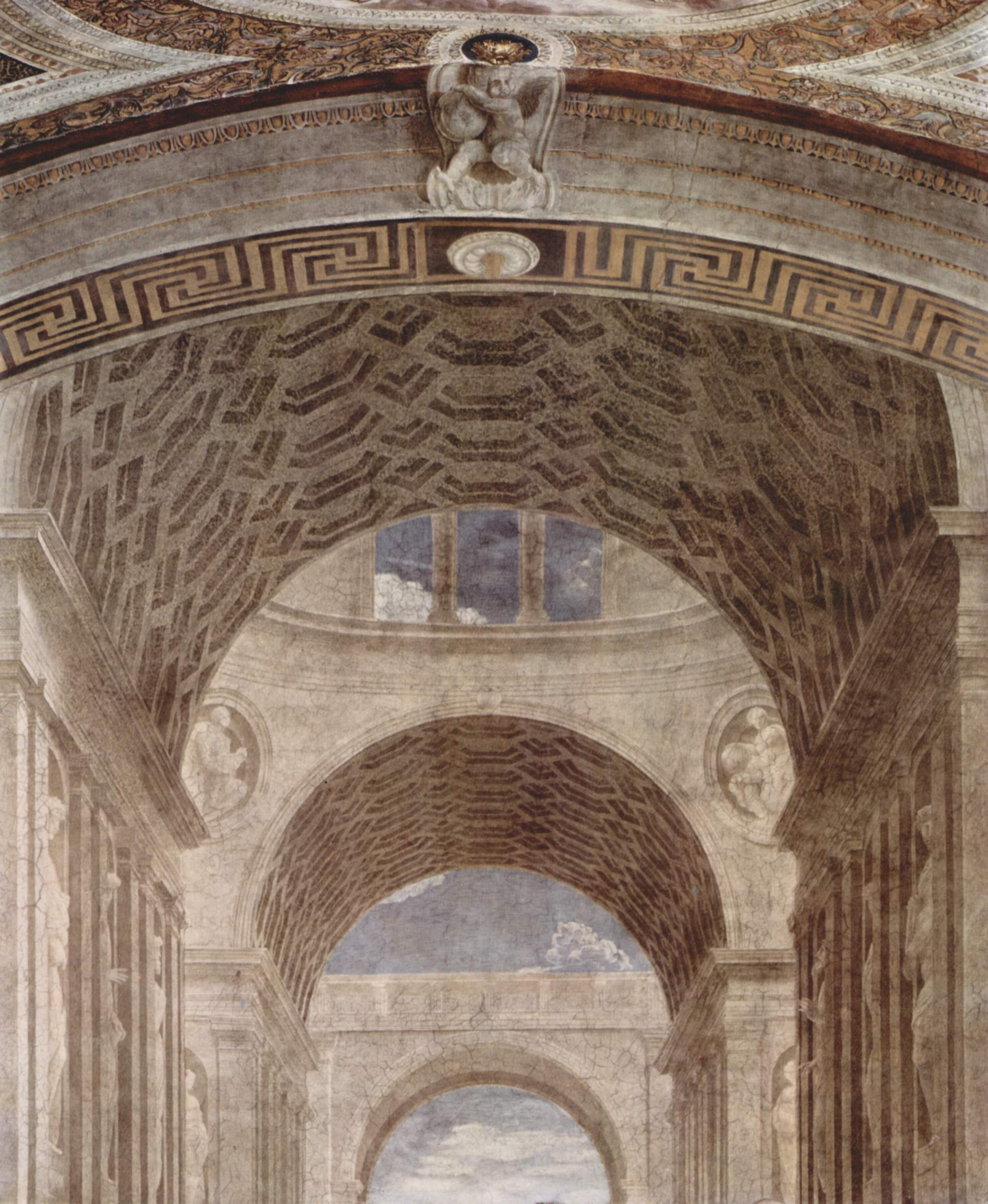
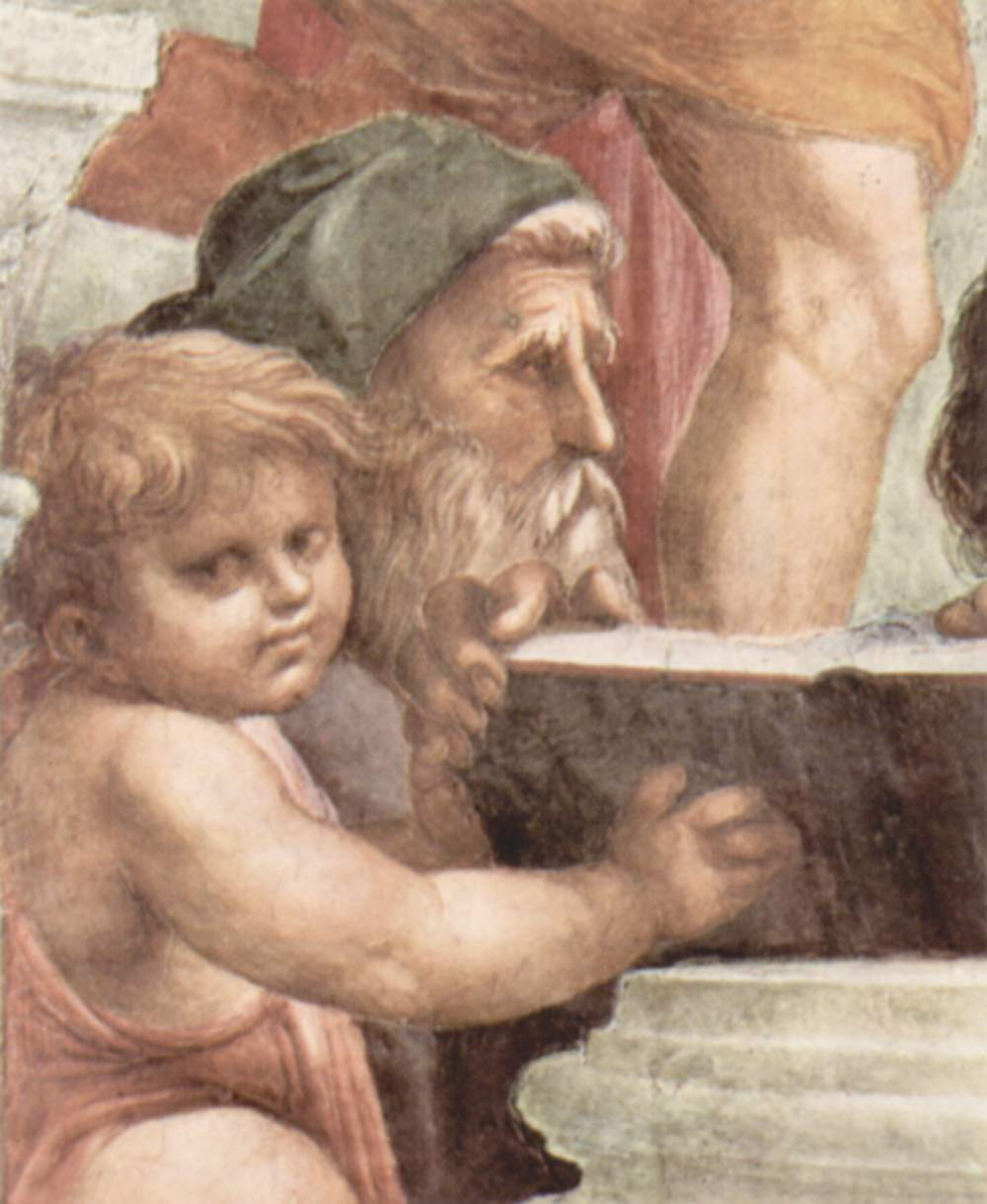
季蒂昂的芝諾或埃利亞的芝諾
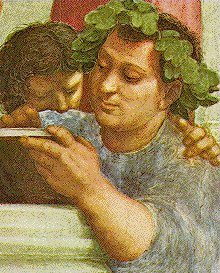
伊壁鳩魯
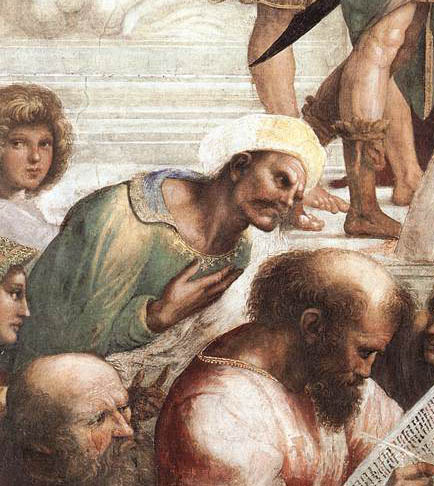
阿維羅伊和畢達哥拉斯
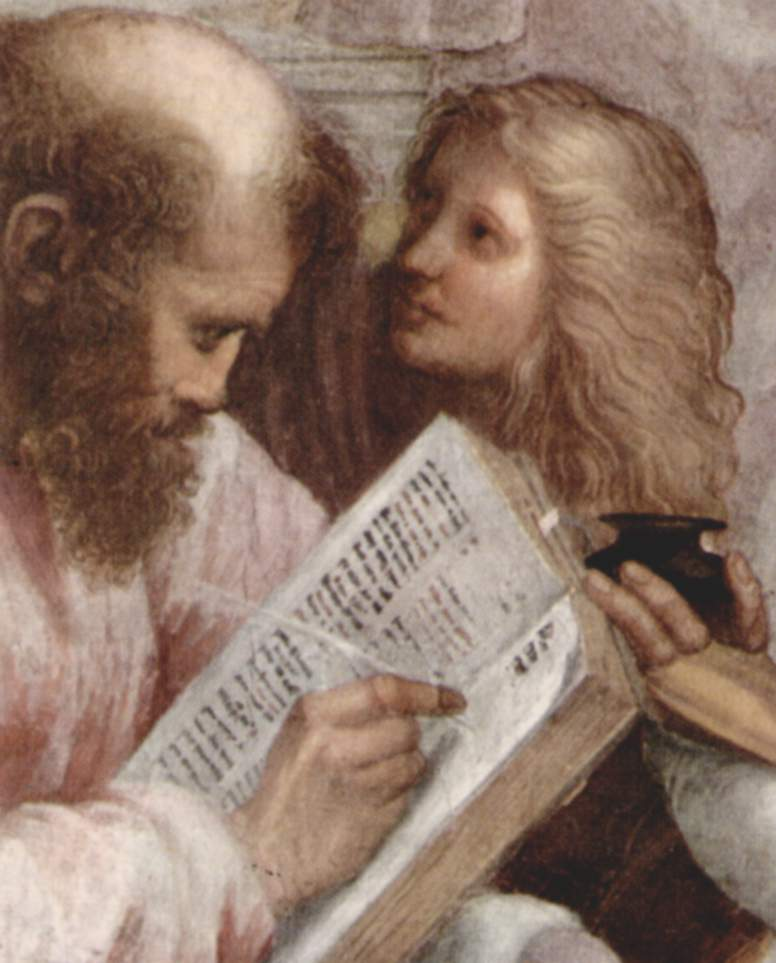
畢達哥拉斯
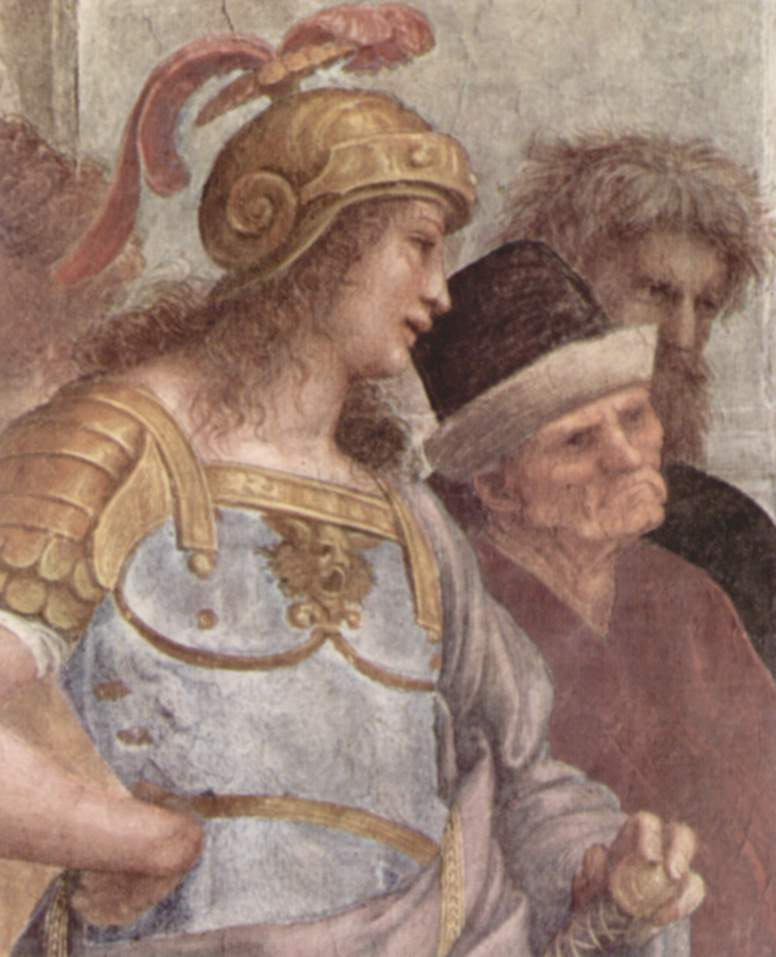
阿尔西比亚德斯或亞歷山大大帝和安提西尼或者色諾芬
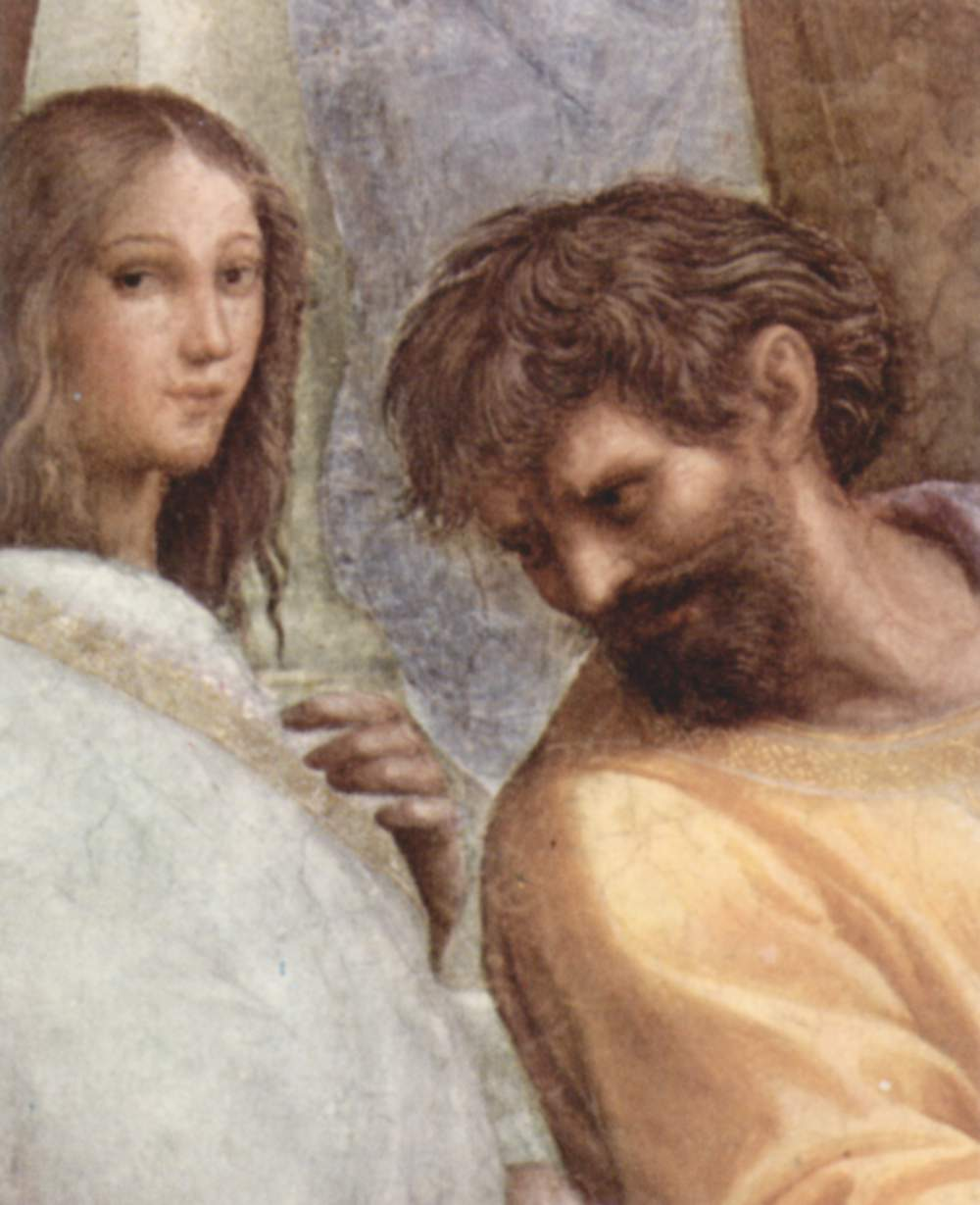
以弗朗切斯科·瑪麗亞一世·德拉·羅維雷（英语：Francesco Maria I della Rovere）或拉斐尔的夫人玛格丽塔为原型的希帕提婭和巴門尼德
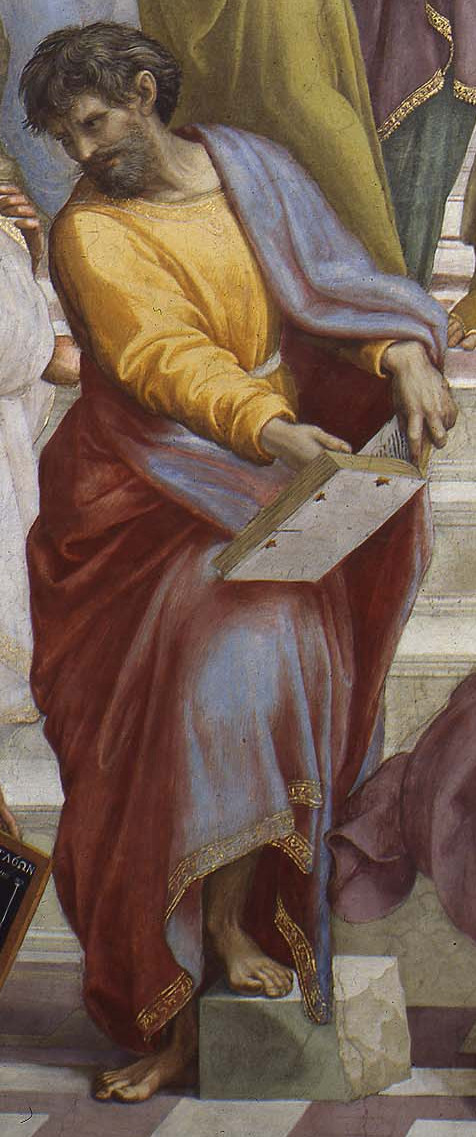
巴門尼德
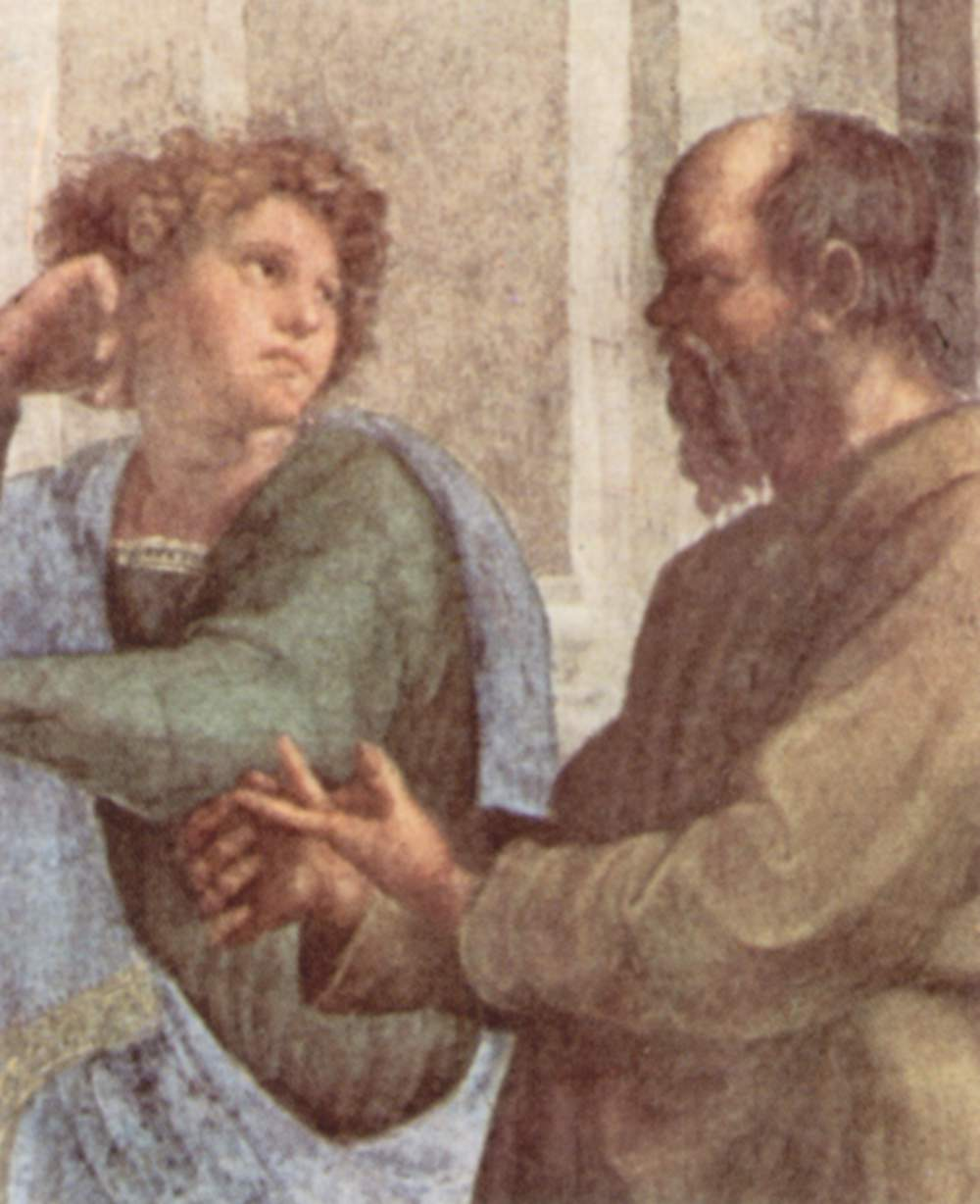
安提西尼或色諾芬和蘇格拉底
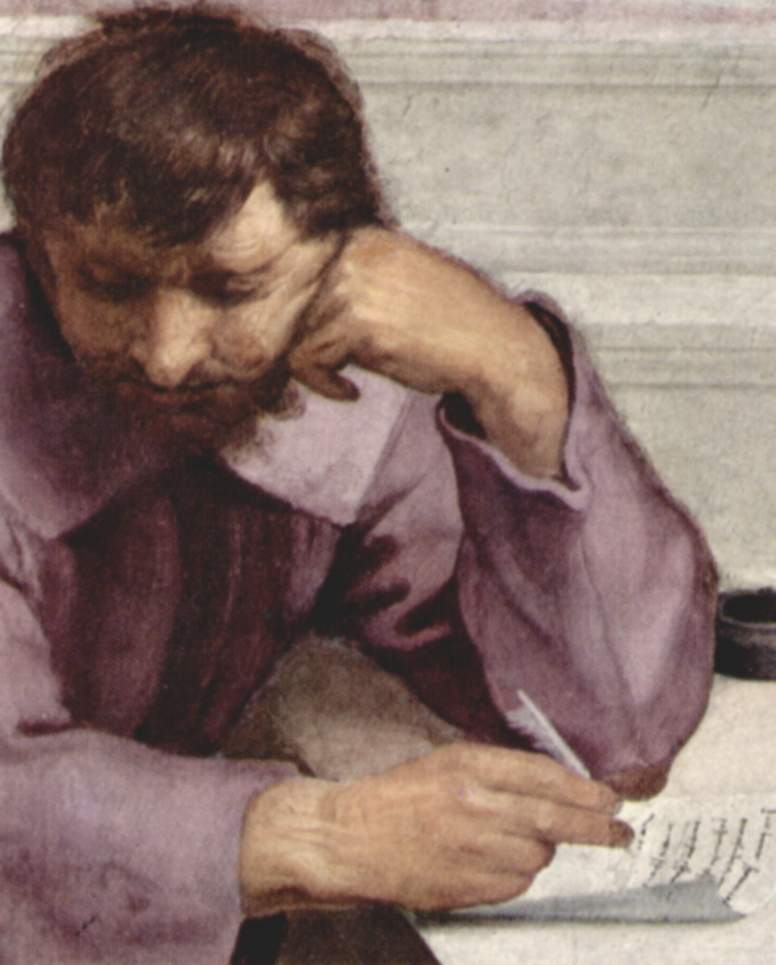
以米開朗基羅为原型的赫拉克利特
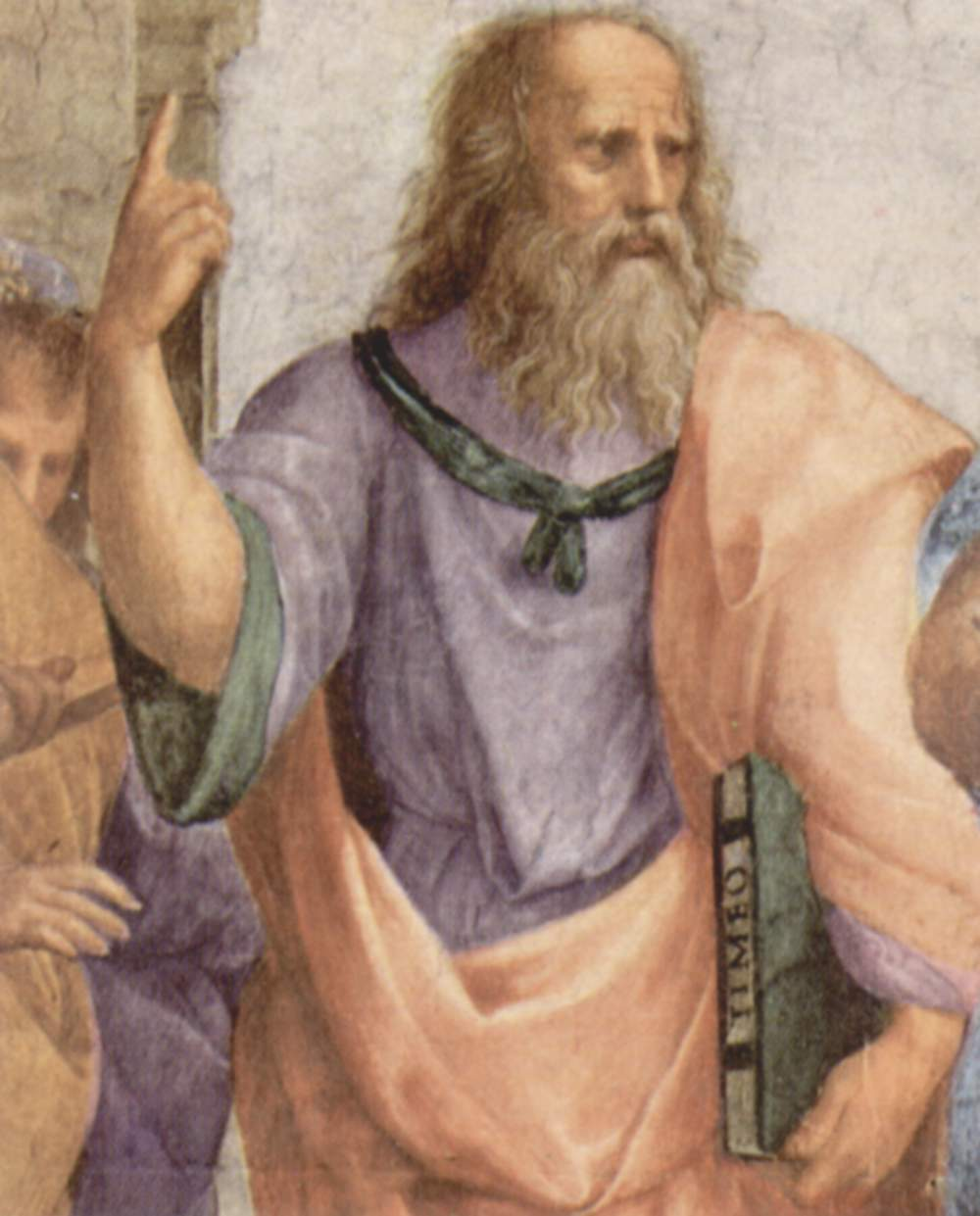
以李奧納多·達文西为原型的柏拉图
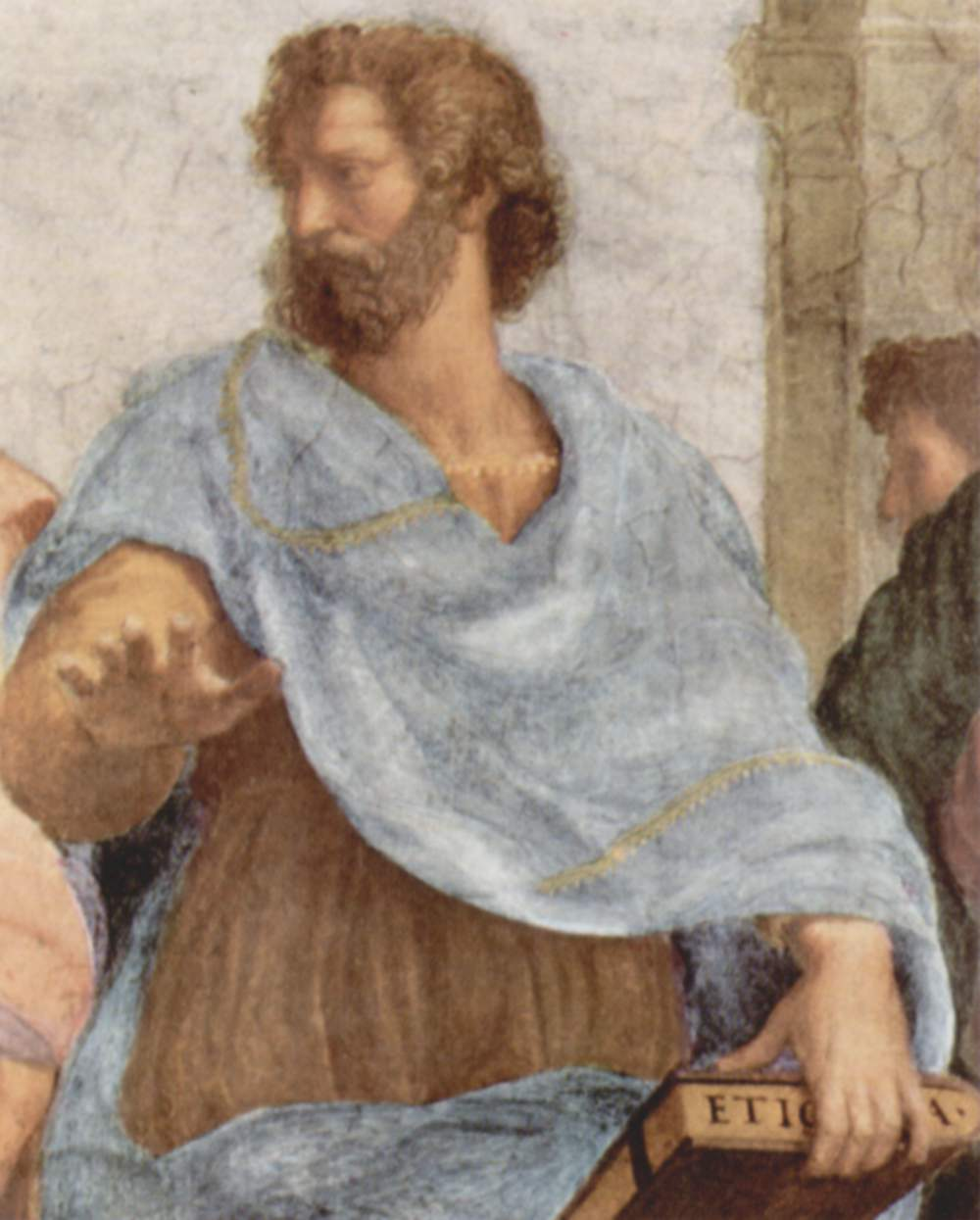
亞里斯多德
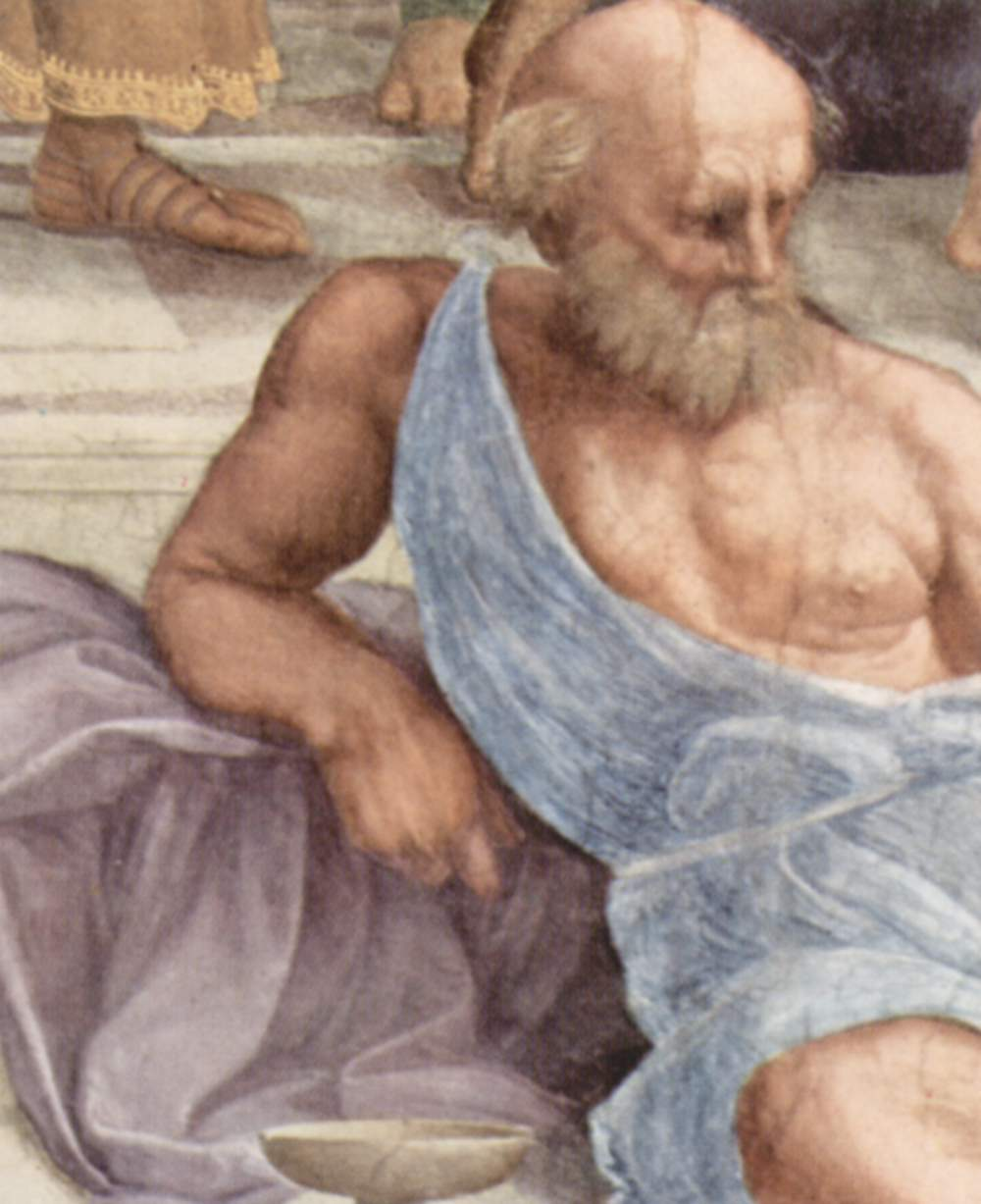
錫諾普的第歐根尼
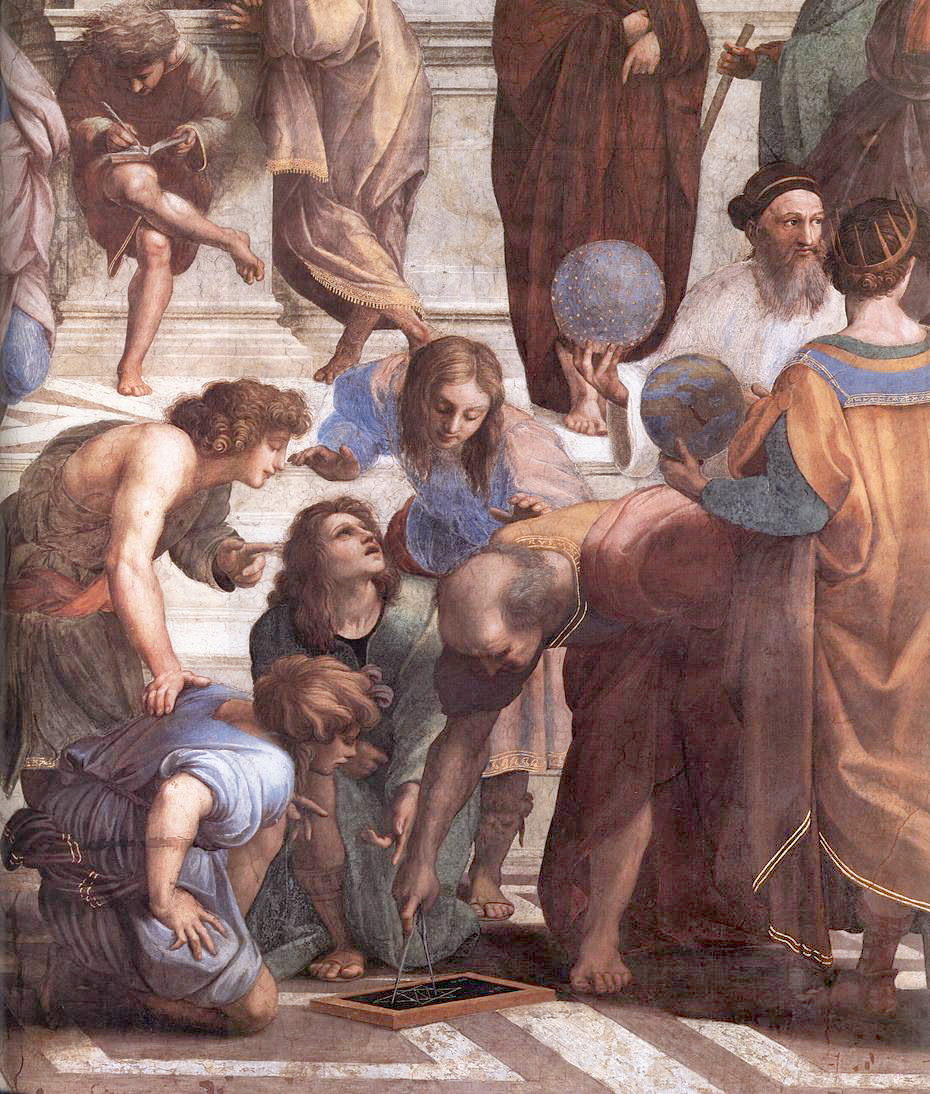
以伯拉孟特为原型的歐幾里德或阿基米德
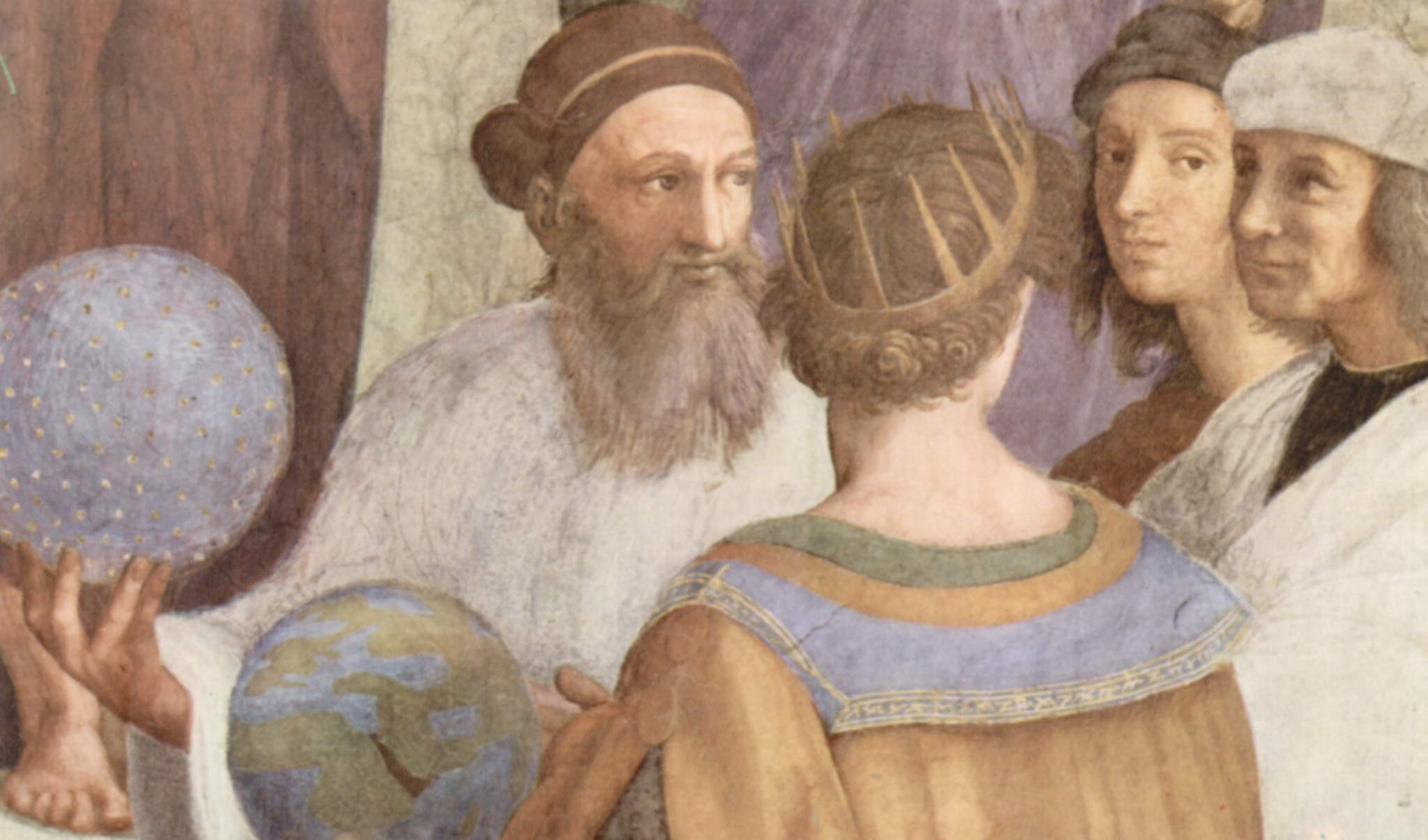
托勒密（手持地球儀者）及琐羅亞斯德（手持天球儀者）
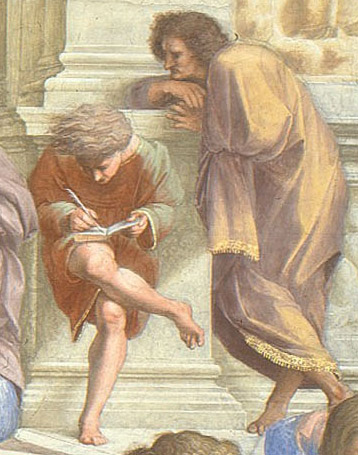